# Hypogonadotroper Hypogonadismus
Als hypogonadotroper Hypogonadismus wird eine Unterfunktion der Keimdrüsen bezeichnet, die durch mangelnde Anregung vonseiten der glandotropen Hormone FSH und LH bedingt ist.
Mögliche Ursachen des hypogonadotropen Hypogonadismus sind:
- eine Funktionsstörung des Hypothalamus (tertiärer Hypogonadismus, siehe auch olfaktogenitales Syndrom bzw. Kallmann-Syndrom)
- Unterbrechung des hypothalamo-hypophysären Portalgefäßsystems im Rahmen eines Pickardt-Syndroms (Zwischenform zwischen sekundärem und tertiärem Hypogonadismus)
- Schädigungen der Hypophyse, z. B. bei einem Sheehan-Syndrom oder durch ein Hypophysenadenom   (sekundärer Hypogonadismus)
- funktioneller Hypogonadismus, oft durch eine Hyperprolaktinämie
- ausgeprägte und länger andauernde Unterernährung aufgrund von Magersucht, der Anorexia nervosa
- kongenitale (angeborene) Formen, z. B. beim Pasqualini-Syndrom oder Richards-Rundle-Syndrom